# خوان ديل إنثينا
كان خوان دي فيرموسيي، أو اسمه الأكثر شهرة خوان ديل إنثينا شاعرًا، وموسيقارًا، وكاتبًا مسرحيًا في عصر النهضة الإسبانية في زمن الملوك الكاثوليك. وُلد في 12 من يوليو عام 1468 في سلامنكا في إقليم ليون في إسبانيا، وتُوفي عام 1529.
كان جنبًا إلى جنب مع خوان دي أنشييتا، وخوان دي أوريدا، وخوان كورناجو، وفرانثيسكو دي بينالوسا واحدًا من أعظم دعاة تعدد الأصوات الدينية والعلمانية في إسبانيا في نهاية القرن 15 وبداية القرن 16 في عهد الملوك الكاثوليك. وحقق نجاح غنائي كبير في قصائده وترانيمه التي يُنسب إليه اختراعها.
بصفته كاتبًا مسرحيًا، يُعتبر هو المُؤسس والأب الروحي للمسرح الإسباني. ويؤول بزوغ نجمه إلى حفل عيد الميلاد الذي أقيم عام 1492، حيث قدم مقطعين مسرحيين، أمام دوقات ألبا، أعلن فيهما بعض الرعاة عن ميلاد المسيح.